# نون اوموت
نون اوموت (انگلیسی: Nuni Omot؛ زادهٔ ۳ اکتبر ۱۹۹۴) بازیکن بسکتبال اهل کنیا است.